# Thibault Colard

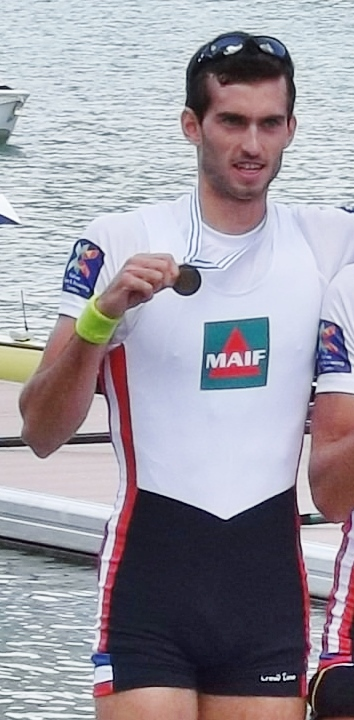
Thibault Colard, 2015

Thibault Colard (* 13. Januar 1992 in Fontainebleau) ist ein französischer Leichtgewichts-Ruderer.

## Sportliche Karriere
Colard begann 2004 mit dem Rudersport. Bei den U23-Weltmeisterschaften belegte er 2014 den neunten Platz mit dem Leichtgewichts-Vierer ohne Steuermann. Seine erste internationale Medaille gewann er bei den Europameisterschaften 2015, als der französische Vierer mit Thibault Colard, Guillaume Raineau, Thomas Baroukh und Franck Solforosi Silber hinter den Schweizern erkämpfte. Bei den Weltmeisterschaften 2015 vor heimischem Publikum auf dem Lac d’Aiguebelette siegten die Schweizer vor den Dänen, der französische Vierer gewann die Bronzemedaille. Ein Jahr darauf gewannen bei den Olympischen Spielen in Rio de Janeiro erneut die Schweizer vor den Dänen und den Franzosen. Für seinen Medaillengewinn erhielt er am 30. November 2016 das Ritterkreuz des Ordre national du Mérite.